# 엘프스테덴토흐트

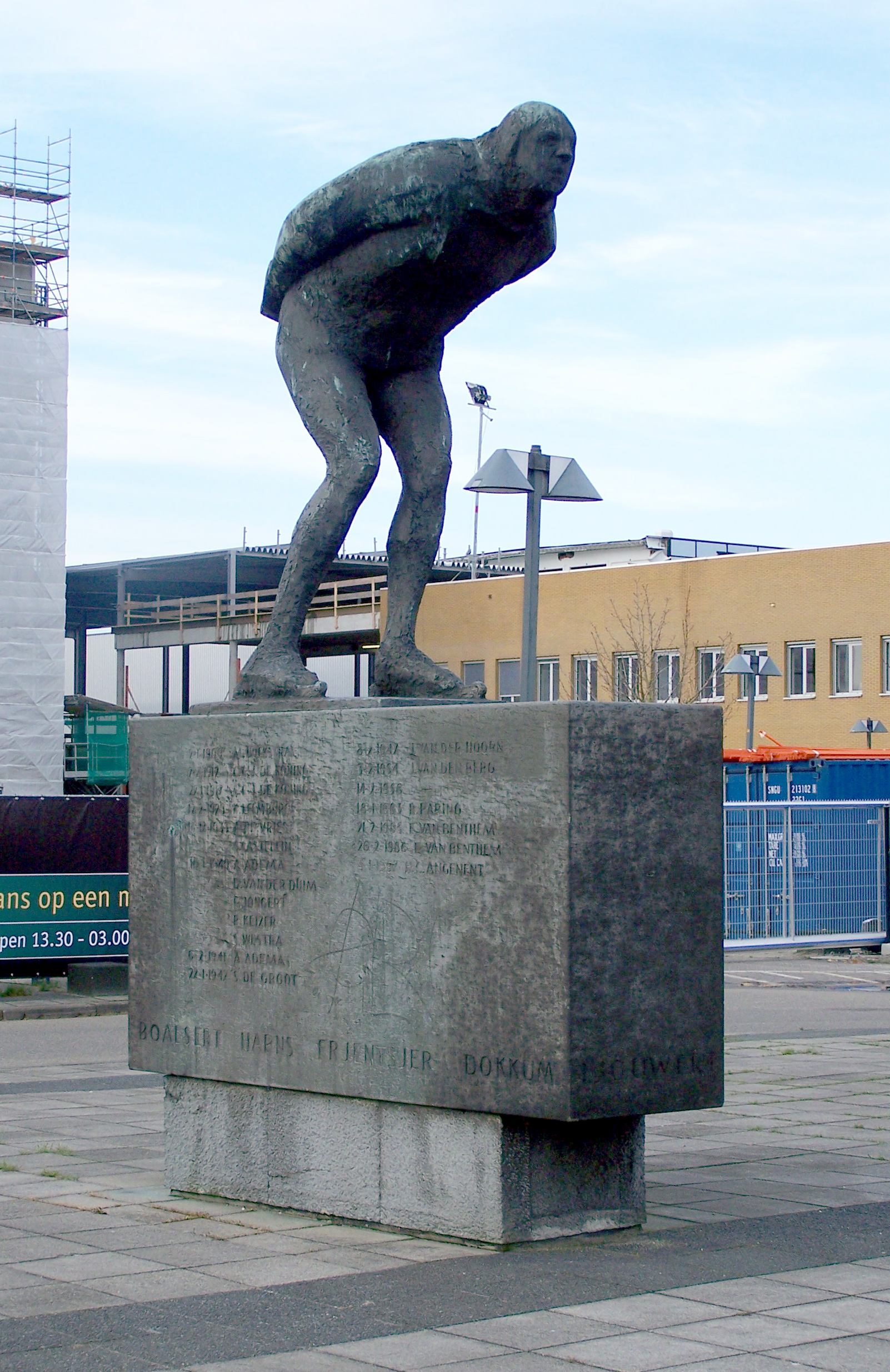
레이우아르던에 있는 엘프스테덴토흐트 동상, 동상 밑부분의 돌판에는 11개의 도시와 역대 우승자의 명단이 기록되어 있다.

엘프스테덴토흐트(Elfstedentocht)란 네덜란드 프리슬란트주의 강과 운하를 통해 11개의 도시를 일주하는 스피드 스케이팅 대회로, 18세기부터 시작된 북부 네덜란드의 전통적인 행사이다.

## 개요
엘프스테덴토흐트는 네덜란드 북부 프리슬란트주의 여러 도시를 연결하는 운하가 몇 년 만에 한번씩 일어나는 강추위로 얼어붙으면 얼음길로 변하는 데 이 얼음길을 이용하여 스케이드 대회가 열린다. 운하가 일부라도 얼어있지 않으면 행사를 열지 못하는 데, 비교적 해양성 기후인 네덜란드의 기후 특성상 운하가 꽁꽁 얼어붙는 일은 드물기 때문에 드물게 열리는 대회이다. 대회는 모든 구간의 얼음이 15cm이상 얼었을 때 열린다.
대회 참여에는 일반 선수 외에 일반인도 참여할 수 있는 등, 참가 제한이 없으며, 1986년 대회에는 당시 왕세자였던 빌럼알렉산더르(현 네덜란드 국왕)도 반 뷰렌(van Buren)이란 가명으로 참여한 적이 있다.
약 200km의 코스를 끝까지 도달한 사람들에게는 기념 매달을 수여하게 되며, 대회 우승자에게는 상금 및 우승컵과 함께 엄청난 대우를 받는다. 가장 최근의 대회인 1997년 대회의 우승자는 헹크 앙에넌트(Henk Angenent)이란 장거리 스피드 스케이트 선수로 199.5km의 대회 코스를 6시간 49분이란 기록으로 완주하였다. 이 선수는 2004년 캐나다 캘거리의 올림픽 오벌에서 열린 스케이트 마라톤 대회에서 세계 신기록을 세워 우승하기도 하였다.

## 11개 도시

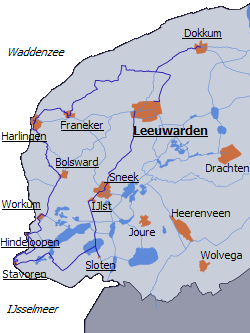
The course of the 1997 Elfstedentocht

엘프스테덴토흐트의 코스로 오가는 11개의 도시는 아래와 같다. 얼음길 상태에 따라 코스가 약간 바뀌기도 한다.
The course can vary slightly from race to race, depending on the quality of the ice.각 체크포인트와 누적 거리는 1997년 대회를 기준으로 하였다.
- 0 km: 레이우아르던(Leeuwarden)
- 22 km: 스네이크(Sneek)
- 26 km: IJlst
- 40 km: Sloten
- 66 km: Stavoren
- 77 km: Hindeloopen
- 86 km: Workum
- 99 km: Bolsward
- 116 km: 하를링언(Harlingen)
- 129 km: Franeker
- 174 km: Dokkum
- 199 km: 레이우아르던(Leeuwarden)